# Julius Fröbel
 (novembre 2015).
Julius Fröbel, né le 16 juillet 1805 à Griesheim et mort le 6 novembre 1893 à Zurich, est un géologue, minéralogiste, journaliste, diplomate et essayiste suisse. Il a été actif en Europe occidentale, aux États-Unis et en Amérique du Sud.

## Biographie
Julius Fröbel est né le 16 juillet 1805 à Griesheim.
Son oncle Friedrich Fröbel, a eu une conception pédagogique qui est à l’origine des jardins d’enfants. Julius Fröbel a fait ses études dans les universités de Iéna, Munich et Berlin, puis est devenu citoyen suisse en 1833. Il a rejoint le parti radical extrême[Quoi ?] et édité le journal Der Schweizerische Republikaner (Le républicain suisse). En 1844, il a créé une maison d'édition à Zurich, et a publié plusieurs[Combien ?]ouvrages scientifiques et de nombreux pamphlets politiques, dont beaucoup[Combien ?]ont été interdits en Allemagne[réf. nécessaire].
En 1846, il a déménagé à Dresde. Lors de la Révolution de 1848, il est devenu un chef de file des démocrates, et a été élu membre du Parlement de Francfort. Par la suite, il a accompagné le radical Robert Blum à Vienne, où il a été arrêté et condamné à mort par la cour martiale qui a également condamné Blum. Julius Fröbel a cependant été gracié par Windischgrätz[Quoi ?] avant la date fixée pour l'exécution.
Lors de la dissolution du Parlement en 1849, il a visité les États-Unis, où il est devenu rédacteur en chef d'un journal de langue allemande, a donné des conférences à New York, et a été membre du cabinet d'avocats Zitz, Kapp & Fröbel. Il vécut un temps parmi les allemands libres penseurs de Sisterdale, au Texas.
En 1850, il est allé à Nicaragua, Santa Fé, et Chihuahua comme correspondant du New York Tribune. En 1855, il devient rédacteur en chef d'un journal de San Francisco.
Julius Fröbel retourna en Allemagne en 1857, où les autorités ont tenté de l'expulser de Francfort, mais il a été protégé en tant que citoyen des États-Unis. En 1863, il se rendit à Vienne, où il devint un leader fédéraliste. De 1862 à 1873, il a édité des journaux à Vienne et Munich. En 1873, il a été nommé consul de l'Empire allemand à Smyrne et en 1876 a été transféré à Alger. Il a pris sa retraite en 1890.

## Travaux
- Système de la politique sociale (Londres, 1847)
- Le républicain, un drame historique (1848)
- Le Voyage de Sept Ans en Amérique centrale, du Nord du Mexique et du Far West des États-Unis (1859) [4]
- Théorie de la Politique (1861)
- Adresses politiques (1870)
- Die Wirtschaft des Menschengeschlechts (1870 à 1876)
- Ein Lebenslauf, une autobiographie (1890-1891)